# Brachythecium koponenii
Brachythecium koponenii là một loài rêu trong họ Brachytheciaceae. Loài này được Ignatov mô tả khoa học đầu tiên năm 1999.